# Frunze, Pervomaiske
Frunze (în ucraineană Фрунзе) este un sat în comuna Hrîșîne din raionul Pervomaiske, Republica Autonomă Crimeea, Ucraina.

## Demografie
Componența lingvistică a localității Frunze
     Rusă (49,91%)
     Ucraineană (25,67%)
     Tătară crimeeană (20,47%)
     Belarusă (1,08%)
     Alte limbi (0,18%)
Conform recensământului din 2001, nu exista o limbă vorbită de majoritatea populației, aceasta fiind compusă din vorbitori de rusă (49,91%), ucraineană (25,67%), tătară crimeeană (20,47%) și belarusă (1,08%).